# Rautjärvi
Rautjärvi är en kommun i landskapet Södra Karelen i Finland. Rautjärvi har 3 092 invånare och har en yta på 401,89 km².
Rautjärvi är enspråkigt finskt. Rautjärvi ligger i det sydöstra Finland i södra Karelen. Rautjärvi tillhör imatra-regionen. Kommuner som ligger nära Rautjärvi är Imatra, Villmanstrand och Ruokolax. Rautjärvi gränsar till Ryssland. Fotbollsmålvakten Jesse Joronen kommer från Rautjärvi. 

## Politik

### Mandatfördelning i Rautjärvi kommun, valen 1976–2021
| 2 | 8 |  | 11 |  | 2 | 2 |

| 2 | 8 | 11 |  | 2 | 3 |

|  | 8 |  | 13 | 2 | 2 |

| 8 | 2 | 13 | 2 | 2 |

| 10 |  | 12 | 2 | 2 |

| 10 | 12 | 2 | 3 |

| 9 | 14 | 2 | 2 |

| 11 | 12 | 2 | 2 |

| 18 | 9 |

| 10 | 13 | 2 | 2 |

| 18 | 9 |

| 8 | 1 | 10 | 1 | 1 |

| 15 | 6 |

| 9 | 1 | 10 | 1 |

| 14 | 7 |

| 7 | 2 | 7 | 1 |

| 9 | 8 |

## Befolkningsutveckling
| Befolkningsutvecklingen i Rautjärvi kommun 1975–2020                                                         | Befolkningsutvecklingen i Rautjärvi kommun 1975–2020 | Befolkningsutvecklingen i Rautjärvi kommun 1975–2020 | Befolkningsutvecklingen i Rautjärvi kommun 1975–2020 | Befolkningsutvecklingen i Rautjärvi kommun 1975–2020 |
| --- | ---------------------------------------------------- | ---------------------------------------------------- | ---------------------------------------------------- | ---------------------------------------------------- |
| |                                                      |                                                      |                                                      |                                                      |
| År |                                                      |                                                      | Folkmängd                                            |                                                      |
| 1975 | 1975                                                 |                                                      | 6 320                                                |                                                      |
| 1980 | 1980                                                 |                                                      | 5 982                                                |                                                      |
| 1985 | 1985                                                 |                                                      | 5 794                                                |                                                      |
| 1990 | 1990                                                 |                                                      | 5 413                                                |                                                      |
| 1995 | 1995                                                 |                                                      | 5 121                                                |                                                      |
| 2000 | 2000                                                 |                                                      | 4 619                                                |                                                      |
| 2005 | 2005                                                 |                                                      | 4 273                                                |                                                      |
| 2010 | 2010                                                 |                                                      | 3 937                                                |                                                      |
| 2015 | 2015                                                 |                                                      | 3 537                                                |                                                      |
| 2020 | 2020                                                 |                                                      | 3 146                                                |                                                      |
| Anm: Uppgifterna avser förhållandena den 31 december nämnda år enligt områdesindelningen den 1 januari 2022. |                                                      |                                                      |                                                      |                                                      |